# The Caves
The Caves är en ort i Australien. Den ligger i kommunen Rockhampton och delstaten Queensland, omkring 540 kilometer nordväst om delstatshuvudstaden Brisbane.
Runt The Caves är det ganska tätbefolkat, med 199 invånare per kvadratkilometer.. Det finns inga andra samhällen i närheten. 
Omgivningarna runt The Caves är huvudsakligen savann. Genomsnittlig årsnederbörd är 1 140 millimeter. Den regnigaste månaden är januari, med i genomsnitt 296 mm nederbörd, och den torraste är augusti, med 18 mm nederbörd.